# Eynibulaq
Eynibulaq è un comune dell'Azerbaigian situato nel distretto di Siyəzən.